# Mustafa Sayar
Mustafa Sayar (Ereğli, 22 april 1989) is een Turks voormalig wielrenner die tussen 2019 en 2023 reed voor Salcano Sakarya BB Team.

## Carrière
In 2009 werd hij Turks kampioen wegrennen bij de beloften. Zijn belangrijkste overwinning tot nu toe is de eindzege in de Ronde van Turkije 2013. Deze zege moest hij echter weer inleveren nadat enkele maanden later bekend werd dat hij tijdens de Ronde van Algerije was betrapt op het gebruik van epo. Hij werd door de UCI voor twee jaar geschorst.

## Overwinningen
2005
 Balkanees kampioen cross-country, Junioren
2006
 Turks kampioen cross-country, Junioren
2009
 Turks kampioen op de weg, Beloften
 Turks kampioen op de weg, Elite
2011
Proloog Ronde van Isparta
Eindklassement Ronde van Isparta
2013
Bergklassement Ronde van Algerije
1e etappe Ronde van Blida
Berg- en puntenklassement Ronde van Blida
6e etappe Ronde van Turkije
Eindklassement Ronde van Turkije
2016
3e etappe Ronde van Ankara
2018
2e etappe Ronde van Cappadocië
2019
Bergklassement Ronde van Mersin
Bursa Yildirim Bayezit Race
2020
 Turks kampioen tijdrijden, Elite
2022
 Turks kampioen op de weg, Elite

## Resultaten in voornaamste wedstrijden
|      | \| Jaar \| \| WK op de weg \| \| ---- \| \| ------------ \| \| 2022 \| \| opgave \| |              |
| Jaar |                                                                                     | WK op de weg |
| 2022 |                                                                                     | opgave       |

## Ploegen
- 2011 –  Konya Torku Şeker Spor-Vivelo
- 2012 –  Konya Torku Şeker Spor
- 2013 –  Torku Şekerspor (tot 31-10)
- 2015 –  Jilun-Shakeland Cycling Team (vanaf 1-10)
- 2016 –  Jilun-Shakeland Cycling Team (tot 10-4)
- 2016 –  Torku Şekerspor (vanaf 11-4)
- 2017 –  Torku Şekerspor
- 2019 –  Salcano Sakarya BB Team
- 2020 –  Salcano Sakarya BB Team
- 2021 –  Salcano Sakarya BB Team
- 2022 –  Sakarya BB Pro Team
- 2023 –  Sakarya BB Pro Team

Atalay · Balinski · Dazkirli · Gerganov · Kal · Karagöbek · Koev · Ozcan · Petrov · Petrov · Sayar · Sert · Tsjanliev Kirilov · Türkçetin · Zanichelli · Zaraliev
Akırşan · Atalay · Bakırcı · Bileka · Çelik · Dazkırlı · Gabrovski · Hretsjyn · Kal · Keleş · Metloesjenko · Örken · Özcan · Reis · Sayar · Usta
Akdilek · Akırşan · Atalay · Bakırcı · Çelik · Dazkırlı · de la Fuente · Hretsjyn · Kal · Metloesjenko · Mizoerov · Örken · Özcan · Reis · Sayar · Sert · Usta
Akdilek · Akırşan · Akşoy · Atalay · Bakırcı · Keleş · Köse · Örken · Reis · Şamlı · Sayar
Akdilek · Atalay · Bakırcı · Balkan · Balykin · Chirico · Dilek · Keleş · Örken · Özgür · Reis · Şamlı · Sayar